# Rue Lefèvre-Utile
La rue Lefèvre-Utile est une voie de Nantes, en France.

## Situation et accès
Située dans le centre-ville de Nantes, la rue Lefèvre-Utile, qui relie l'avenue Carnot au quai Ferdinand-Favre, est bitumée, ouverte à la circulation automobile et est traversée par le cours du Champ-de-Mars.

## Origine du nom
Elle rend mémoire à la famille d'industriels nantais Lefèvre-Utile, fondateurs de la célèbre biscuiterie LU. Sa partie ouest a porté le nom de rue de Mulhouse alors qu'elle n'était qu'une impasse,.

## Historique
Cette voie a été ouverte au début du XXe siècle .
En 1921, la mairie de Nantes procède à un échange de terrains avec la société Lefèvre-Utile, qui intègre la voie à ses installations.
La nouvelle voie est tracée dans le prolongement de la rue Émile-Péhant, à la limite sud des bâtiments de la biscuiterie qui furent rasés dans les années 1990 pour laisser la place à un ensemble immobilier bâti autour du nouveau cours du Champ-de-Mars abritant notamment le siège de Nantes Métropole sur le côté sud-est de la voie.
Son nom est attribué par délibération du conseil municipal du 27 février 1995.